# Aleta gorja-roja
L'aleta gorja-roja (Chamaetylas poliophrys) és una espècie d'ocell de la família dels muscicàpids (Muscicapidae). Es endèmic de la selva montana de la falla Albertina, a la regió dels grans llacs d'Àfrica. Habita els boscos tropicals i subtropicals de frondoses humits de l'estatge montà. El seu estat de conservació és considerat de risc mínim.